# Curtiss F9C Sparrowhawk
Кёртисс F9C Спэрроухок (англ. Curtiss F9C Sparrowhawk) — одноместный биплан фирмы «Кёртисс». Использовался в качестве палубного самолёта авианесущих дирижаблей ВМС США «Акрон» и «Мэйкон». 8 самолётов этого типа построены в 1931—1932 годах. Три последних самолёта сняты с вооружения в 1936 году.

## История создания и службы
Самолёты этого типа были спроектированы по заданию Бюро аэронавтики на «лёгкий палубный истребитель» (англ. small carrier fighter), однако стали единственными самолётами американского флота, предназначенными для службы совместно с дирижаблями. Первый опытный экземпляр (XF9C-1) заказан в июне 1930 года. Первый полёт — 12 февраля 1931 года.
Во время прохождения лётных испытаний на авиабазе Анакостия летом 1931 года специалисты Бюро аэронавтики пришли к выводу, что благодаря малым размерам самолёта он может вписаться в люки нижнего самолётного ангара дирижаблей «Акрон» и «Мэйкон», в то время строившихся компанией «Гудиер». Согласно представлениям того времени, истребители, базировавшиеся на дирижабле, должны были защищать его от атак вражеских самолётов и выполнять разведывательные полёты по ходу движения дирижабля.
Устройство для запуска и сцепки с дирижаблем было успешно опробовано на XF9C-1 27 октября 1931 года, когда прототип истребителя пристыковался к дирижаблю «Лос-Анджелес».
Второй опытный экземпляр (XF9C-2), построенный в апреле 1932 года, по замечаниям Бюро аэронавтики получил чуть более мощный двигатель, верхнее крыло, приподнятое на 4 дюйма, обтекатели шасси, а также более крупное хвостовое оперение. После коротких испытаний компания «Кёртисс» получила заказ на постройку шести серийных истребителей F9C.
29 июня 1932 года, вскоре после принятия на вооружение первого F9C, состоялась успешная стыковка истребителя с дирижаблем «Акрон». В сентябре того же года постройка всей партии была завершена и все шесть истребителей были приписаны к «Акрону». В апреле 1933 года дирижабль потерпел крушение, однако истребителей на его борту не было. В июне 1933 года эти самолёты были приписаны к «Мэйкону» сразу после его вхождения в строй. Во время службы на «Мэйконе» истребители обычно летали без шасси, которые снимали, дабы увеличить скорость полёта машин.
В феврале 1935 года «Мэйкон» потерпел крушение, вместе с ним были потеряны четыре истребителя. Три оставшихся истребителя некоторое время использовались в качестве самолётов общего назначения, однако все они были списаны к 1936 году.

## Модификации
XF9C-1 — первый опытный экземпляр. Построен 1 самолёт. Последний самолёт «Кёртисс», построенный на заводе фирмы в городе Гарден-сити, штат Нью-Йорк

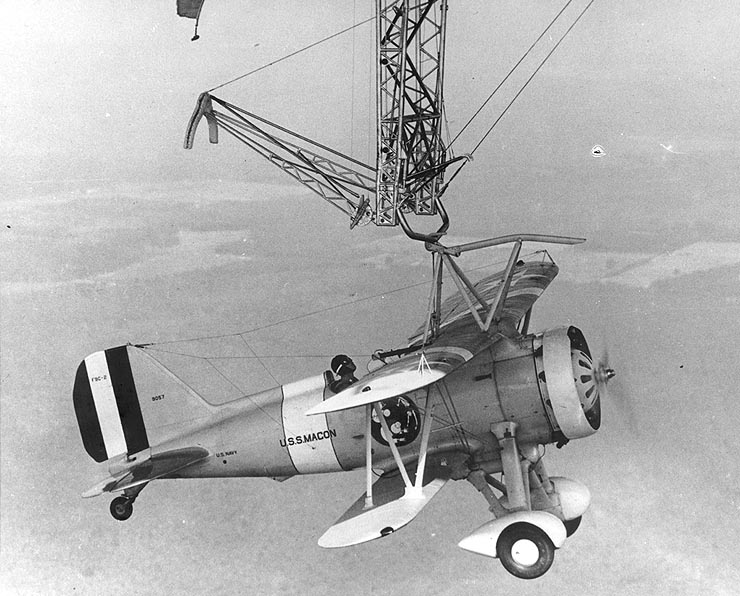
F9C-2

XF9C-2 — второй опытный экземпляр. Построен один самолёт.
F9C-2 Спэрроу-хок — одноместный биплан. Построено 6 самолётов.

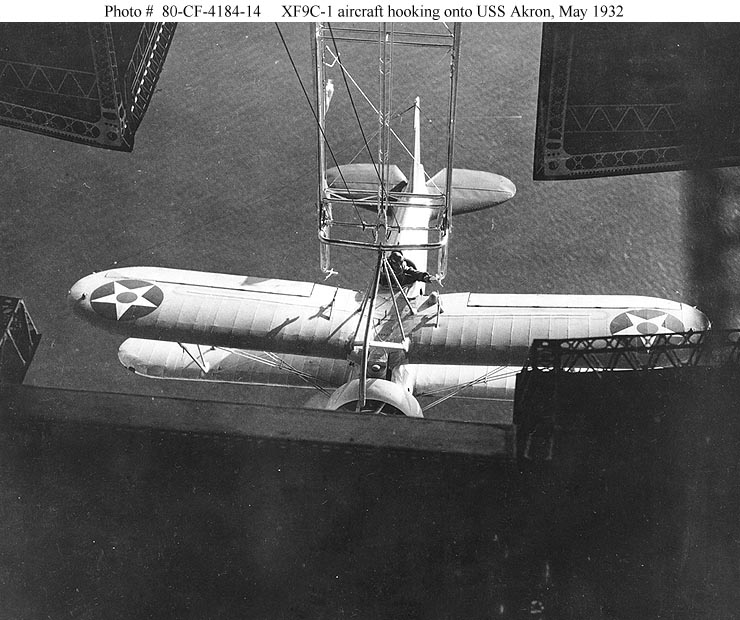
«F9C Спэрроу-хок» удачно прицепился к «трапеции» «Акрона», май 1932 года.

## Палубный самолёт
Самолёт представлял собой биплан с цельнометаллическим фюзеляжем. Хвостовое оперение было однокилевым, цельнометаллическим, с дюралиминиевой обшивкой.
Самолёты размещались в ангаре дирижаблей в нижней части корпуса. Там они подвешивались на лебёдках.

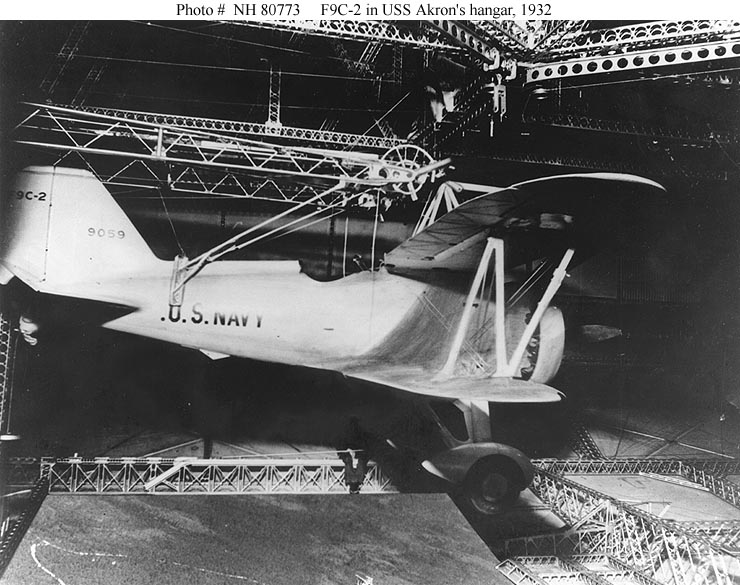
«F9C Спэрроу-хок» в ангаре «Акрона»

Самолёт взлетал с дирижабля при помощи так называемой трапеции: в нижней части воздушного авианосца был прорезан крестообразный люк. Когда он открывался, с борта дирижабля с помощью лебёдок спускали самолёт, он отделялся и летел.

## ТТХ
Технические характеристики
- Экипаж: 1
- Длина: 6,75 м
- Размах крыла: 7,75 м
- Высота: 3,34 м
- Площадь крыла: 16,07 м²
- Масса пустого: 947 кг
- Нормальная взлётная масса: 1256 кг
- Силовая установка: 1 × поршневой Wright R-975-E3 Whirlwind
- Мощность двигателей: 1 × 440 л.с.

Лётные характеристики
- Максимальная скорость: 283 км/ч
- Крейсерская скорость: 224 км/ч
- Практическая дальность: 560 км
- Практический потолок: 5800 м
- Скороподъёмность: 515 м/мин

Вооружение
- Стрелково-пушечное: 2 × синхр. 7,62-мм пулемёта «Браунинг»